# Turfanozuch
Turfanozuch (Turfanosuchus) – rodzaj archozauromorfa należącego do kladu Archosauriformes. Żył w późnym triasie na terenie dzisiejszych północno-zachodnich Chin. Gatunek typowy, Turfanosuchus dabanensis, został opisany w 1973 przez chińskiego paleontologa Yanga Zhongjiana w oparciu o niemal kompletny, lecz słabo zachowany szkielet (IVPP V.32237). Yang stwierdził, że skamieniałości należały do zwierzęcia podobnego do euparkerii i zaklasyfikował je jako członka rodziny Euparkeriidae. Analizy Parrisha z 1993 wykazały, że Turfanosuchus jest przedstawicielem grupy Suchia.
W 2001 Wu Xiao-Chun z Institute of Vertebrate Paleontology and Paleoanthropology w Pekinie oraz Anthony Russell z University of Calgary na nowo opisali szczątki. Spostrzegli, że kości: udowa i ramienna przypominają kości ticinozucha i euparkerii, lecz kość piętowa nie. Dalsze badania doprowadziły do odkrycia osteoderm. Wu i Russell doszli do wniosku, że Turfanosuchus nie należał do Suchia ani do innych grup kladu Crurotarsi. Wykluczyli również możliwość jego bliskiego pokrewieństwa z euparkerią. Analizy kladystyczne Parkera i Bartona (2008), Dilkesa i Suesa (2009) oraz Desojo, Ezcurry i Schultza (2011) potwierdziły, że Turfanosuchus był przedstawicielem Archosauriformes nie należącym do Crurotarsi. Według analizy Parkera i Bartona Turfanosuchus tworzy nierozwikłaną politomię z kladem Archosauria oraz z gatunkami Chanaresuchus bonapartei (z rodziny Proterochampsidae), Vancleavea campi, Doswellia kaltenbachi i być może również Euparkeria capensis; według analizy Dilkesa i Suesa Turfanosuchus był taksonem siostrzanym do kladu obejmującego archozaury i rodzaj Yonghesuchus, zaś według analizy Desojo, Ezcurry i Schultza był on taksonem siostrzanym do kladu obejmującego archozaury i Yonghesuchus lub najbardziej bazalnym przedstawicielem rodziny Doswelliidae (na drzewie ścisłej zgodności Turfanosuchus jest w nierozwikłanej trychotomii z Doswelliidae oraz z kladem obejmującym archozaury i Yonghesuchus). Jednak według analizy kladystycznej Ezcurry, Lecuony i Martinellego (2010) Turfanosuchus był archozaurem z kladu obejmującego taksony bliżej spokrewnione z krokodylami niż z ptakami (Ezcurra i współpracownicy używają na określenie tego kladu nazwy Pseudosuchia; inni autorzy właśnie ten klad nazywają Crurotarsi). Według tej analizy Turfanosuchus nie należał do kladu Suchia, lecz był najbardziej bazalnym przedstawicielem Pseudosuchia. Natomiast według analizy Nesbitta (2011) Turfanosuchus był bazalnym przedstawicielem kladu Suchia w nierozwikłanej politomii z gracilizuchem, kladem obejmującym aetozaury i rodzaj Revueltosaurus oraz kladem obejmującym krokodylomorfy i parafiletyczne rauizuchy; z późniejszej analizy Nesbitta i współpracowników (2012) wynika, że Turfanosuchus mógł być szczególnie blisko spokrewniony z aetozaurami i Revueltosaurus. Z analizy filogenetycznej przeprowadzonej przez Butlera i współpracowników (2014) wynika z kolei bliskie pokrewieństwo turfanozucha z gracilizuchem i rodzajem Yonghesuchus; autorzy zaliczyli te trzy rodzaje do rodziny Gracilisuchidae, która według ich analizy należała do Suchia i była taksonem siostrzanym do kladu obejmującego ticinozucha i grupę Paracrocodylomorpha (obejmującą rauizuchy i krokodylomorfy).
Opisany w 1982 roku drugi gatunek, T. shageduensis, może w rzeczywistości nie być bliskim krewnym T. dabanensis; z analizy filogenetycznej przeprowadzonej przez Sookiasa (2016) wynika jego bliższe pokrewieństwo z euparkerią.